# Відомство справедливості та законів
Ві́домство справедли́вості та зако́нів (кор. 義禁府, 의금부, МФА: [ɰigimbu]) — центральна державна установа в корейських династіях Корьо і Чосон. Завідувала розслідуванням злочинів і утримуванням особливо небезпечних злочинців. Поєднувала функції прокуратури, суду і тюрми. Займалася також боротьбою зі злочинністю у столиці Хансон.